# Лонсдейл (Арканзас)
Лонсдейл (англ. Lonsdale, Arkansas) — город, расположенный в округе Гарленд (штат Арканзас, США) с населением в 118 человек по статистическим данным переписи 2000 года.

## География
По данным Бюро переписи населения США город Лонсдейл имеет общую площадь в 1,04 квадратных километров, водных ресурсов в черте населённого пункта не имеется.
Лонсдейл расположен на высоте 130 метров над уровнем моря.

## Демография
По данным переписи населения 2000 года в Лонсдейле проживало 118 человек, 34 семьи, насчитывалось 49 домашних хозяйств и 53 жилых дома. Средняя плотность населения составляла около 107,3 человек на один квадратный километр. Расовый состав Лонсдейла по данным переписи распределился следующим образом: 97,46 % белых, 2,54 % — представителей смешанных рас. Испаноговорящие составили 0,85 % от всех жителей города.
Из 49 домашних хозяйств в 34,7 % — воспитывали детей в возрасте до 18 лет, 67,3 % представляли собой совместно проживающие супружеские пары, в 4,1 % семей женщины проживали без мужей, 28,6 % не имели семей. 28,6 % от общего числа семей на момент переписи жили самостоятельно, при этом 12,2 % составили одинокие пожилые люди в возрасте 65 лет и старше. Средний размер домашнего хозяйства составил 2,41 человек, а средний размер семьи — 2,97 человек.
Население города по возрастному диапазону по данным переписи 2000 года распределилось следующим образом: 23,7 % — жители младше 18 лет, 7,6 % — между 18 и 24 годами, 27,1 % — от 25 до 44 лет, 29,7 % — от 45 до 64 лет и 11,9 % — в возрасте 65 лет и старше. Средний возраст жителей составил 41 год. На каждые 100 женщин в Лонсдейле приходилось 90,3 мужчин, при этом на каждые сто женщин 18 лет и старше приходилось 95,7 мужчин также старше 18 лет.
Средний доход на одно домашнее хозяйство в городе составил 25 500 долларов США, а средний доход на одну семью — 26 000 долларов. При этом мужчины имели средний доход в 31 250 долларов США в год против 23 750 долларов среднегодового дохода у женщин. Доход на душу населения в городе составил 11 572 доллара в год. Все семьи Лонсдейла имели доход, превышающий уровень бедности, 22,3 % от всей численности населения находилось на момент переписи населения за чертой бедности, при этом 35,9 % из них были моложе 18 лет.